# Snäckö (Kumlinge)
Snäckö (Zweeds voor: schelpeneiland) is een langgerekt eiland in de autonome Finse regio Åland. Het eiland is met een dam en een kleine brug verbonden met het eiland Kumlinge, en behoort ook tot de gelijknamige gemeente.
Het eiland is begroeid met bos en er zijn enkele woonhuizen, enkele tientallen vakantiehuisjes en een klein en eenvoudig onbemand kampeerterrein. Over de volle lengte van het eiland loopt een weg, genummerd 800; de enige verharde weg op het eiland. Deze weg verbindt het hoofdeiland Kumlinge met de veerstoep op het uiterste zuidpuntje, van waaraf een kabelpont vertrekt naar Seglinge, en veerboten van Ålandstrafiken naar Hummelvik en naar Överö (al dan niet via Sottunga).

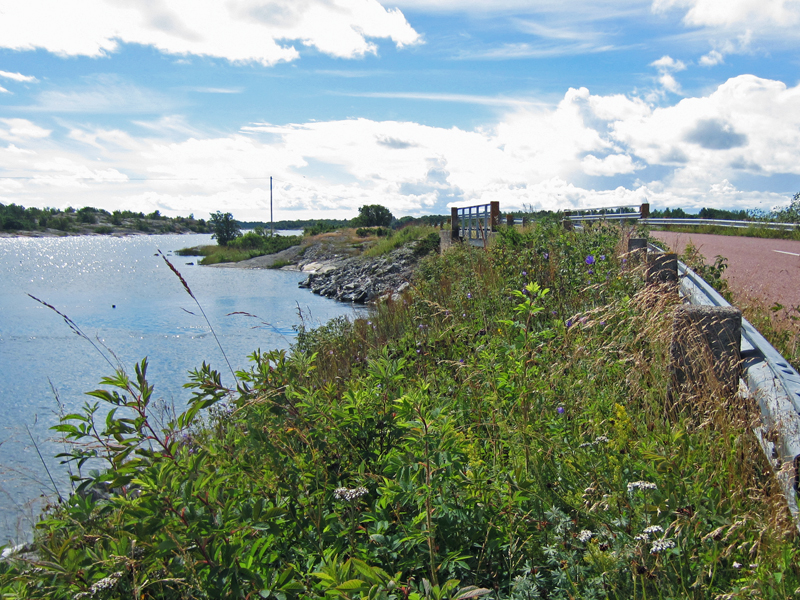
De dijk en brug die Snäckö verbinden met het eiland Kumlinge.